# Cesare Blondet
Cesare Blondet (Voghera, 11 febbraio 1910 – Genova, 26 novembre 1993) è stato un calciatore italiano, di ruolo difensore.

## Carriera
Esordisce nella Vogherese nella partita Vogherese-Vigevanesi 2-1 del 5 giugno 1927.
Giocò in Serie A con il Casale ed in Serie B per due stagioni consecutive con il Pavia.

## Palmarès

### Club

#### Competizioni nazionali
- Seconda Divisione: 1

Vogherese: 1928-1929
- Prima Divisione: 1

Pavia: 1932-1933